# Videojocs que utilitzen Unreal Engine
Aquesta és una llista dels videojocs que fan servir Unreal Engine, amb el seu nom original i organitzats segons la versió utilitzada del motor de videjoc. L'article principal d'Unreal Engine dona més detalls sobre el motor en si i les seves versions.

## Unreal Engine 1
| Any       | Títol                                               | Gènere                                       | Plataforma                                                       | Desenvolupador         | Distribuïdor                       |
| --------- | --------------------------------------------------- | -------------------------------------------- | ---------------------------------------------------------------- | ---------------------- | ---------------------------------- |
| 2001      | Adventure Pinball: Forgotten Island                 | 3D Pinball                                   | Microsoft Windows                                                | Digital Extremes       | Electronic Arts                    |
| 2001      | Clive Barker's Undying                              | Survival horror                              | Microsoft Windows, OS X                                          | Dreamworks Interactive | Electronic Arts                    |
| 2000      | Deus Ex                                             | Acció role-playing, Acció en primera persona | Microsoft Windows, Mac OS, Playstation 2                         | Ion Storm              | Eidos Interactive                  |
| 2003      | Disney's: Brother Bear                              | Acció i aventura                             | Microsoft Windows                                                | KnowWonder             | NA: Disney Interactive EU: Ubisoft |
| 1999      | Dr. Brain: Action Reaction                          | Educatiu                                     | Microsoft Windows                                                | Knowledge Adventure    | Knowledge Adventure                |
| 2002      | Harry Potter and the Chamber of Secrets             | Acció i aventura                             | Microsoft Windows, OS X                                          | KnowWonder             | Electronic Arts                    |
| 2001      | Harry Potter and the Philosopher's Stone            | Acció i aventura                             | Microsoft Windows, OS X                                          | KnowWonder             | Electronic Arts                    |
| 2002      | Mobile Forces                                       | Acció en primera persona                     | Microsoft Windows                                                | Rage Software          | Majesco                            |
| 1999      | Nerf Arena Blast                                    | Acció en primera persona                     | Microsoft Windows                                                | Visionary Media, Inc.  | Hasbro Interactive                 |
| 2000      | Rune                                                | Acció en tercera persona, Hack and slash     | Microsoft Windows, Mac OS, Linux                                 | Human Head Studios     | Gathering of Developers            |
| 2001      | Rune: Viking Warlord                                | Acció en tercera persona, Hack and slash     | PlayStation 2                                                    | Human Head Studios     | Gathering of Developers            |
| 2000      | Star Trek: Deep Space Nine: The Fallen              | Acció en tercera persona, Hack and slash     | Microsoft Windows, Mac OS                                        | The Collective         | Simon & Schuster                   |
| 1998      | Star Trek: The Next Generation: Klingon Honor Guard | Acció en primera persona                     | Microsoft Windows, Mac OS                                        | MicroProse             | MicroProse                         |
| 2002      | Tactical Ops: Assault on Terror                     | Acció en primera persona                     | Microsoft Windows                                                | Kamehan Studios        | Atari                              |
| 1999      | The Wheel of Time                                   | Acció en primera persona                     | Microsoft Windows                                                | Legend Entertainment   | GT Interactive                     |
| 1998      | Unreal                                              | Acció en primera persona                     | Microsoft Windows, Mac OS                                        | Epic Mega Games        | GT Interactive                     |
| 1999      | Unreal Tournament                                   | Acció en primera persona                     | Microsoft Windows, Mac OS, OS X, Linux, PlayStation 2, Dreamcast | Epic Games             | GT Interactive                     |
| Cancelled | X-COM: Alliance                                     | Acció tàctica                                | Microsoft Windows                                                | MicroProse             |                                    |
| 2001      | X-COM: Enforcer                                     | Acció en tercera persona                     | Microsoft Windows                                                | MicroProse             | Infogrames                         |

## Unreal Engine 2
| Year | Title                                           | Genre                                               | Platform                                                                              | Developer | Publisher                   |
| ---- | ----------------------------------------------- | --------------------------------------------------- | ------------------------------------------------------------------------------------- | --- | --------------------------- |
| 2005 | Advent Rising                                   | Acció i aventura                                    | Microsoft Windows, Xbox                                                               | GlyphX Games | Majesco                     |
| 2002 | America's Army                                  | Acció i aventura                                    | Microsoft Windows, Mac OS, Linux                                                      | U.S. Army | Freeware                    |
| 2005 | America's Army: Rise of a Soldier               | Acció en primera persona                            | Xbox                                                                                  | Secret Level | Ubisoft                     |
| 2007 | BioShock                                        | Acció en primera persona                            | Microsoft Windows, OS X, Xbox 360, PlayStation 3                                      | 2K Boston/2K Australia | 2K Games                    |
| 2010 | BioShock 2                                      | Acció en primera persona                            | Microsoft Windows, OS X, Xbox 360, PlayStation 3                                      | 2K Marin | 2K Games                    |
| 2005 | Brothers In Arms: Earned in Blood               | Acció en primera persona                            | Microsoft Windows, Xbox, PlayStation 2                                                | Gearbox Software | Ubisoft                     |
| 2005 | Brothers In Arms: Road to Hill 30               | Acció en primera persona                            | Microsoft Windows, Xbox, PlayStation 2                                                | Gearbox Software | Ubisoft                     |
| 2006 | Brothers In Arms: D-Day                         | Acció en primera persona                            | PlayStation Portable                                                                  | Gearbox Software | Ubisoft                     |
| 2008 | Brothers In Arms: Double Time                   | Acció en primera persona                            | Wii, OS X                                                                             | Gearbox Software | Ubisoft                     |
| 2004 | Dead Man's Hand                                 | Acció en primera persona                            | Microsoft Windows, Xbox                                                               | Human Head Studios | Atari                       |
| 2003 | Deus Ex: Invisible War                          | Acció Rol                                           | Microsoft Windows, Xbox                                                               | Ion Storm | Eidos Interactive           |
| 2003 | Devastation                                     | Acció en primera persona                            | Microsoft Windows, Linux                                                              | Digitalo Studios | Groove Games                |
| 2013 | EOS Online                                      | Rol massiu                                          | Microsoft Windows                                                                     | Nvius | Nvius                       |
| 2006 | Exteel                                          | Acció en primera persona                            | Microsoft Windows                                                                     | NCsoft | NCsoft                      |
| 2004 | Harry Potter and the Prisoner of Azkaban        | Acció i aventura                                    | Microsoft Windows                                                                     | KnowWonder | Electronic Arts             |
| 2012 | I Am Alive                                      | Acció en tercera persona                            | Xbox 360, PlayStation 3, Microsoft Windows                                            | Ubisoft Shanghai | Ubisoft                     |
| 2009 | Killing Floor                                   | Acció en primera persona                            | Microsoft Windows, Linux, OS X                                                        | Tripwire Interactive | Valve Software              |
| 2005 | Land of the Dead: Road to Fiddler's Green       | Acció en primera persona                            | Microsoft Windows, Xbox                                                               | Brainbox Games | Groove Games                |
| 2004 | Lemony Snicket's A Series of Unfortunate Events | Plataformes                                         | Microsoft Windows                                                                     | KnowWonder | Activision                  |
| 2002 | Lineage II                                      | Rol massiu                                          | Microsoft Windows                                                                     | NCsoft | NCsoft                      |
| 2003 | Magic: The Gathering - Battlegrounds            | Lluita                                              | Microsoft Windows, Xbox                                                               | Secret Level | Atari                       |
| 2004 | Magna Carta: Crimson Stigmata                   | Rol                                                 | PlayStation 2                                                                         | Softmax | Sony Computer Entertainment |
| 2004 | Men of Valor: Vietnam                           | Acció en primera persona                            | Microsoft Windows, Xbox                                                               | 2015, Inc. | Vivendi Universal Games     |
| 2006 | Open Season                                     | Acció i aventura                                    | Microsoft Windows, Xbox, PlayStation 2, Xbox 360, Gamecube, Wii, PlayStation Portable | Ubisoft Montreal (PC i consoles), Ubisoft Quebec (PSP) | Ubisoft                     |
| 2005 | Pariah                                          | Acció en primera persona                            | Microsoft Windows, Xbox                                                               | Digital Extremes | Groove Games                |
| 2003 | Postal 2                                        | Acció en primera persona                            | Microsoft Windows                                                                     | Running With Scissors, Inc. | Running With Scissors, Inc. |
| 2007 | Priston Tale 2                                  | Rol massiu                                          | Microsoft Windows                                                                     | YD Online | YD Online                   |
| 2006 | Ragnarok Online 2: The Gate of the World        | Rol massiu                                          | Microsoft Windows                                                                     | Gravity | Gravity                     |
| 2006 | Red Orchestra: Ostfront 41-45                   | Acció en primera persona                            | Microsoft Windows                                                                     | Tripwire Interactive | Valve Software              |
| 2006 | Red Steel                                       | Acció en primera persona                            | Wii                                                                                   | Ubisoft Paris | Ubisoft                     |
| 2004 | Shrek 2                                         | Acció i aventura                                    | Microsoft Windows, OS X                                                               | KnowWonder | Activision                  |
| 2004 | Shadow Ops: Red Mercury                         | Acció en primera persona                            | Microsoft Windows, Xbox                                                               | Zombie Studios | Atari                       |
| 2004 | Shark Tale                                      | Acció i aventura                                    | Microsoft Windows                                                                     | KnowWonder | Activision                  |
| 2005 | Star Wars: Republic Commando                    | Acció en primera persona                            | Microsoft Windows, Xbox                                                               | LucasArts | LucasArts                   |
| 2007 | Surf's Up                                       | Acció i aventura                                    | Microsoft Windows, PlayStation 2, Xbox 360, PlayStation 3, Gamecube, Wii              | Ubisoft Montreal | Ubisoft                     |
| 2005 | SWAT 4                                          | Acció en primera persona                            | Microsoft Windows                                                                     | Irrational Games | Vivendi Universal Games     |
| 2008 | The Chronicles of Spellborn                     | Rol massiu                                          | Microsoft Windows                                                                     | Spellborn International | Acclaim Entertainment       |
| 2004 | Thief: Deadly Shadows                           | Sigil                                               | Microsoft Windows, Xbox                                                               | Ion Storm | Eidos Interactive           |
| 2004 | Tom Clancy's Ghost Recon 2                      | Acció en primera persona                            | PlayStation 2, Gamecube                                                               | Ubisoft Shanghai / Ubisoft Paris | Ubisoft                     |
| 2006 | Tom Clancy's Ghost Recon Advanced Warfighter    | Acció en primera persona                            | Xbox, PlayStation 2, Xbox 360                                                         | Ubisoft Shanghai / Ubisoft Paris | Ubisoft                     |
| 2003 | Tom Clancy's Rainbow Six 3: Raven Shield        | Acció en primera persona                            | Microsoft Windows, OS X                                                               | Ubisoft Montreal | Ubisoft                     |
| 2006 | Tom Clancy's Rainbow Six: Vegas                 | Acció en primera persona                            | PlayStation Portable                                                                  | Ubisoft Quebec | Ubisoft                     |
| 2002 | Tom Clancy's Splinter Cell                      | Sigil                                               | Microsoft Windows, Xbox, PlayStation 2, Gamecube, OS X                                | Ubisoft Montreal | Ubisoft                     |
| 2013 | Tom Clancy's Splinter Cell: Blacklist           | Sigil                                               | Microsoft Windows, Xbox 360, PlayStation 3, Wii U                                     | Ubisoft Toronto | Ubisoft                     |
| 2005 | Tom Clancy's Splinter Cell: Chaos Theory        | Sigil                                               | Microsoft Windows, Xbox, PlayStation 2, Gamecube, Xbox 360                            | Ubisoft Montreal - Singleplayer & Co-op mode Ubisoft Annecy - Versus mode | Ubisoft                     |
| 2010 | Tom Clancy's Splinter Cell: Conviction          | Sigil                                               | Microsoft Windows, Xbox 360, OS X                                                     | Ubisoft Montreal | Ubisoft                     |
| 2006 | Tom Clancy's Splinter Cell: Double Agent        | Sigil                                               | Microsoft Windows, Xbox, PlayStation 2, Xbox 360, PlayStation 3, Gamecube, Wii        | Ubisoft Montreal - Mode Offline per les versions Xbox, PlayStation 2, GameCube i Wii Ubisoft Shanghai - Mode Offline per les verisons Xbox 360, PlayStation 3 i PC Ubisoft Annecy - Mode Online per les versions PC, Xbox, Xbox 360, PlayStation 2 i PlayStation 3 online excluded that GC and Wii versions | Ubisoft                     |
| 2006 | Tom Clancy's Splinter Cell: Essentials          | Sigil                                               | PlayStation Portable                                                                  | Ubisoft Montreal | Ubisoft                     |
| 2004 | Tom Clancy's Splinter Cell: Pandora Tomorrow    | Sigil                                               | Microsoft Windows, Xbox, PlayStation 2, Gamecube                                      | Ubisoft Shanghai - Singleplayer mode Ubisoft Annecy - Multiplayer mode | Ubisoft                     |
| 2004 | Tribes: Vengeance                               | Acció en primera persona                            | Microsoft Windows                                                                     | Irrational Games | VU Games                    |
| 2003 | Unreal II: The Awakening                        | Acció en primera persona                            | Microsoft Windows, Xbox                                                               | Legend Entertainment | Atari                       |
| 2002 | Unreal Championship                             | Acció en primera persona                            | Xbox                                                                                  | Digital Extremes | Atari                       |
| 2005 | Unreal Championship 2: The Liandri Conflict     | Acció en primera persona / Acció en tercera persona | Xbox                                                                                  | Epic Games | Midway Games                |
| 2002 | Unreal Tournament 2003                          | Acció en primera persona                            | Microsoft Windows, Linux, OS X                                                        | Digital Extremes | Atari                       |
| 2004 | Unreal Tournament 2004                          | Acció en primera persona                            | Microsoft Windows, Linux, OS X                                                        | Epic Games and Digital Extremes | Atari                       |
| 2007 | Vanguard: Saga of Heroes                        | Rol massiu                                          | Microsoft Windows                                                                     | Sigil Games Online | Sony Online Entertainment   |
| 2006 | Warpath                                         | Acció en primera persona                            | Microsoft Windows, Xbox                                                               | Digital Extremes | Groove Games                |
| 2006 | World War II Combat: Road to Berlin             | Acció en primera persona                            | Microsoft Windows, Xbox                                                               | Direct Action Games | Groove Games                |
| 2006 | World War II Combat: Iwo Jima                   | Acció en primera persona                            | Microsoft Windows, Xbox                                                               | Direct Action Games | Groove Games                |
| 2003 | XIII                                            | Acció en primera persona                            | Microsoft Windows, Xbox, PlayStation 2, Gamecube, OS X                                | Ubisoft Paris | Ubisoft                     |

## Unreal Engine 3
| Year      | Title                                           | Genre                                                                     | Platform                                                                                | Developer                                                                      | Publisher                                                     |
| --------- | ----------------------------------------------- | ------------------------------------------------------------------------- | --------------------------------------------------------------------------------------- | ------------------------------------------------------------------------------ | ------------------------------------------------------------- |
| 2014      | Abyss Odyssey                                   | Plataformes                                                               | Microsoft Windows, PlayStation 3, Xbox 360                                              | ACE Team                                                                       | Atlus                                                         |
| 2009      | Adam's Venture                                  | Acció i aventura                                                          | Microsoft Windows                                                                       | Vertigo Digital Entertainment                                                  | Iceberg Interactive                                           |
| 2011      | Afterfall: InSanity                             | Survival horror, acció en tercera persona                                 | Microsoft Windows, PlayStation 3, Xbox 360                                              | Intoxicate Studios                                                             | CD Projekt                                                    |
| 2017      | A Hat in Time                                   | Acció i aventura, plataformes                                             | Microsoft Windows, OS X, Nintendo Switch, PlayStation 4, Xbox One                       | Gears for Breakfast                                                            |                                                               |
| 2009      | Alien Breed Evolution                           | Shoot 'em up                                                              | Microsoft Windows, PlayStation 3, Xbox 360                                              | Team17                                                                         | Team17                                                        |
| 2010      | Alien Breed 2: Assault                          | Shoot 'em up                                                              | Microsoft Windows, PlayStation 3, Xbox 360                                              | Team17                                                                         | Team17                                                        |
| 2010      | Alien Breed 3: Descent                          | Shoot 'em up                                                              | Microsoft Windows, PlayStation 3, Xbox 360                                              | Team17                                                                         | Team17                                                        |
| 2013      | Aliens Colonial Marines                         | Acció en primera persona                                                  | Microsoft Windows, PlayStation 3, Xbox 360                                              | Gearbox Software                                                               | Sega                                                          |
| 2011      | Alice: Madness Returns                          | Terror Psicològic, Acció i aventura                                       | Microsoft Windows, PlayStation 3, Xbox 360                                              | Spicy Horse                                                                    | Electronic Arts                                               |
| 2013      | Alien Rage                                      | Acció en primera persona                                                  | Microsoft Windows, PlayStation 3, Xbox 360                                              | CI Games                                                                       | CI Games                                                      |
| 2009      | Alliance of Valiant Arms                        | Acció en primera persona                                                  | Microsoft Windows                                                                       | Red Duck                                                                       | Neowiz Games, NHN Corporation, Tencent Holdings               |
| 2010      | Alpha Protocol                                  | Acció i aventura, Sigil                                                   | Microsoft Windows, PlayStation 3, Xbox 360                                              | Obsidian Entertainment                                                         | Sega                                                          |
| 2011      | All Zombies Must Die!                           | Shoot 'em up                                                              | Microsoft Windows, PlayStation 3, Xbox 360                                              | Doublesix                                                                      | Square Enix                                                   |
| 2009      | America's Army 3.0                              |                                                                           | Microsoft Windows                                                                       | US Army                                                                        | US Army                                                       |
| 2013      | America's Army (v4.0) : Proving Ground          |                                                                           | Microsoft Windows                                                                       | US Army                                                                        | US Army                                                       |
| 2008      | American McGee's Grimm                          | Acció i aventura                                                          | Microsoft Windows                                                                       | Spicy Horse                                                                    | Turner Broadcasting System                                    |
| 2010      | Angels Fall First: Planetstorm                  | Acció en primera persona                                                  | OS X, Microsoft Windows                                                                 | treeform                                                                       | treeform                                                      |
| 2013      | Antichamber                                     | Acció i aventura, Trencaclosques                                          | Linux, Microsoft Windows, OS X                                                          | Alexander Bruce                                                                | Alexander Bruce                                               |
| 2010      | APB: All Points Bulletin                        | Rol massiu                                                                | Microsoft Windows                                                                       | Realtime Worlds (2010) Reloaded Productions (2011)                             | Electronic Arts (2010) K2 Network (2011)                      |
| 2012      | ARC Squadron                                    | Simulador aeroespacial                                                    | iOS, Android                                                                            | Psyonix                                                                        | Psyonix                                                       |
| 2008      | Army of Two                                     | Acció en tercera persona                                                  | PlayStation 3, Xbox 360                                                                 | EA Montreal                                                                    | Electronic Arts                                               |
| 2010      | Army of Two: The 40th Day                       | Acció en tercera persona                                                  | PlayStation 3, Xbox 360                                                                 | EA Montreal                                                                    | Electronic Arts                                               |
| 2015      | Assassin's Creed Chronicles                     | Acció i aventura, Sigil, Plataformes                                      | Microsoft Windows, PlayStation 4, Xbox One, PlayStation Vita                            | Climax Studios, Ubisoft Montreal                                               | Ubisoft                                                       |
| 2012      | Asura's Wrath                                   | Acció, beat 'em up                                                        | PlayStation 3, Xbox 360                                                                 | CyberConnect2                                                                  | Capcom                                                        |
| 2009      | Batman: Arkham Asylum                           | Acció i aventura                                                          | Microsoft Windows, PlayStation 3, Xbox 360, OS X                                        | Rocksteady Studios                                                             | Eidos Interactive, Warner Bros. Interactive Entertainment     |
| 2011      | Batman: Arkham City                             | Acció i aventura                                                          | Microsoft Windows, PlayStation 3, Xbox 360, Wii U, OS X                                 | Rocksteady Studios                                                             | Warner Bros. Interactive Entertainment                        |
| 2011      | Batman: Arkham City Lockdown                    | Acció i aventura                                                          | Android, iOS                                                                            | NetherRealm Studios                                                            | Warner Bros. Interactive Entertainment                        |
| 2013      | Batman: Arkham Origins                          | Acció i aventura                                                          | Android, iOS                                                                            | NetherRealm Studios                                                            | Warner Bros. Interactive Entertainment                        |
| 2015      | Batman: Arkham Knight                           | Acció i aventura                                                          | Microsoft Windows, Linux, OS X, PlayStation 4, Xbox One                                 | Rocksteady Studios                                                             | Warner Bros. Interactive Entertainment                        |
| 2016      | Battleborn                                      | Acció en primera persona                                                  | Microsoft Windows, PlayStation 4, Xbox One                                              | Gearbox Software                                                               | 2K Games                                                      |
| 2013      | Betrayer                                        | Acció en primera persona                                                  | Microsoft Windows                                                                       | Blackpowder Games                                                              | Steam                                                         |
| 2013      | BioShock Infinite                               | Acció en primera persona                                                  | Linux, OS X, Microsoft Windows, PlayStation 3, Xbox 360                                 | Irrational Games                                                               | 2K Games                                                      |
| 2007      | Black College Football: BCFX: The Xperience     | Esportiu                                                                  | Microsoft Windows, Xbox 360                                                             | Nerjyzed Entertainment                                                         | Aspyr Media                                                   |
| 2012      | Black Knight Sword                              | Acció i aventura                                                          | PlayStation 3, Xbox 360                                                                 | Digital Reality, Grasshopper Manufacture                                       | Reverb Communications                                         |
| 2010      | Blacklight: Tango Down                          | Acció en primera persona                                                  | Microsoft Windows, PlayStation 3, Xbox 360                                              | Zombie Studios                                                                 | Ignition Entertainment                                        |
| 2012      | Blacklight: retribution                         | Acció en primera persona                                                  | Microsoft Windows, PlayStation 4                                                        | Zombie Studios                                                                 | Perfect World Entertainment                                   |
| 2007      | BlackSite: Area 51                              | Acció en primera persona                                                  | Microsoft Windows, PlayStation 3, Xbox 360                                              | Midway Austin                                                                  | Midway Games                                                  |
| 2011      | Blackwater                                      | Acció en primera persona                                                  | Xbox 360                                                                                | Zombie Studios                                                                 | 505 Games                                                     |
| TBA       | Bless Online                                    | Rol massiu                                                                | Microsoft Windows                                                                       | Neowiz Games                                                                   | Neowiz Games                                                  |
| 2012      | Bloodforge                                      | Acció                                                                     | Xbox 360                                                                                | Climax Studios                                                                 | Microsoft Studios                                             |
| 2009      | Borderlands                                     | Acció en primera persona                                                  | Microsoft Windows, macOS, PlayStation 3, Xbox 360                                       | Gearbox Software                                                               | 2K Games                                                      |
| 2012      | Borderlands 2                                   | Acció en primera persona                                                  | Microsoft Windows, Linux, OS X, PlayStation 3, Xbox 360, PlayStation Vita               | Gearbox Software                                                               | 2K Games                                                      |
| 2014      | Borderlands: The Pre-Sequel                     | Acció en primera persona                                                  | Linux, OS X, Microsoft Windows, PlayStation 3, Xbox 360                                 | 2K Australia, Gearbox Software                                                 | 2K Games                                                      |
| 2015      | Borderlands: The Handsome Collection            | Acció en primera persona                                                  | PlayStation 4, Xbox One                                                                 | Gearbox Software, Armature Studio, Iron Galaxy Studios, 2K Australia, 2K Games | 2K Games                                                      |
| 2013      | Brothers: A Tale of Two Sons                    | Acció i aventura                                                          | Microsoft Windows, PlayStation 3, Xbox 360                                              | Starbreeze Studios                                                             | 505 Games                                                     |
| 2008      | Brothers in Arms: Hell's Highway                | Acció en primera persona                                                  | Microsoft Windows, PlayStation 3, Xbox 360                                              | Gearbox Software                                                               | Ubisoft                                                       |
| 2011      | Bulletstorm                                     | Acció en primera persona                                                  | Microsoft Windows, PlayStation 3, Xbox 360                                              | People Can Fly                                                                 | Electronic Arts, Epic Games                                   |
| 2012      | Butterfly Sword Online                          | Rol massiu                                                                | Microsoft Windows                                                                       | 9you                                                                           | 9you                                                          |
| 2009      | CellFactor: Psychokinetic Wars                  | Acció en primera persona                                                  | Microsoft Windows, PlayStation 3, Xbox 360                                              | Timeline Interactive                                                           | Ubisoft                                                       |
| 2011      | Chicken Coup                                    | Casual                                                                    | Android, iOS                                                                            | Trendy Entertainment                                                           | Trendy Entertainment                                          |
| 2012      | Chivalry: Medieval Warfare                      | Hack and slash                                                            | Microsoft Windows                                                                       | Torn Banner Studios                                                            | Torn Banner Studios                                           |
| 2012      | Choplifter HD                                   |                                                                           | Microsoft Windows, PlayStation 3, Xbox 360                                              | InXile Entertainment                                                           | InXile Entertainment                                          |
| TBA       | Combat Arms: Line of Sight                      | Acció en primera persona Online                                           | Microsoft Windows                                                                       | NEXON                                                                          | NEXON                                                         |
| 2013      | Contrast                                        | Acció en primera persona                                                  | Microsoft Windows, PlayStation 3, PlayStation 4, Xbox 360, Xbox One                     | Compulsion Games                                                               | Compulsion Games                                              |
| 2009      | Crimecraft                                      | Acció en tercera persona, rol massiu                                      | Microsoft Windows                                                                       | Vogster Entertainment                                                          | THQ                                                           |
| 2013      | Crimson Dragon                                  | Rail shooter                                                              | Xbox One                                                                                | Grounding, Inc. Land Ho! Co. Ltd.                                              | Microsoft Studios                                             |
| 2014      | D4: Dark Dreams Don't Die                       | Kinect                                                                    | Xbox One                                                                                | Access Games                                                                   | Microsoft Studios                                             |
| 2009      | Damnation                                       | Acció en tercera persona                                                  | Microsoft Windows, PlayStation 3, Xbox 360                                              | Blue Omega Entertainment, Point of View                                        | Codemasters                                                   |
| 2010      | Dark Void                                       | Acció en tercera persona                                                  | Microsoft Windows, PlayStation 3, Xbox 360                                              | Airtight Games                                                                 | Capcom                                                        |
| 2013      | Day One: Garry's Incident                       | Survival horror                                                           | Microsoft Windows                                                                       | Wild Games Studio                                                              | Wild Games Studio                                             |
| 2011      | DC Universe Online                              | Rol massiu                                                                | Microsoft Windows, PlayStation 3, PlayStation 4                                         | Sony Online Austin                                                             | Sony Online Entertainment                                     |
| 2013      | Deadfall Adventures                             | Acció en primera persona                                                  | Linux, Microsoft Windows, Xbox 360                                                      | The Farm 51                                                                    | Nordic Games GmbH                                             |
| 2012      | Deadlight                                       | Survival horror                                                           | Microsoft Windows, Xbox 360                                                             | Tequila Works                                                                  | Microsoft Studios                                             |
| 2013      | Deadpool                                        | Acció en tercera persona                                                  | Microsoft Windows, PlayStation 3, Xbox 360                                              | High Moon Studios                                                              | Activision                                                    |
| 2012      | Demons Score                                    | Rail Shooter, Musical                                                     | Android, iOS                                                                            | iNiS                                                                           | Square Enix                                                   |
| 2008      | Destroy All Humans! Path of the Furon           | Acció en tercera persona                                                  | PlayStation 3, Xbox 360                                                                 | Sandblast Games                                                                | THQ                                                           |
| 2015      | Devil's Third                                   | Acció en tercera persona, Hack and slash                                  | Wii U                                                                                   | Valhalla Game Studios                                                          | Nintendo                                                      |
| 2012      | Diabolical Pitch                                | Acció, esportiu                                                           | Xbox 360                                                                                | Grasshopper Manufacture                                                        | Microsoft Studios                                             |
| 2012      | Dishonored                                      | Acció en primera persona, Sigil                                           | Microsoft Windows, PlayStation 3, Xbox 360                                              | Arkane Studios                                                                 | Bethesda Softworks                                            |
| 2013      | DmC: Devil maig Cry                             | Hack and slash, Beat 'em up                                               | Microsoft Windows, PlayStation 3, Xbox 360, PlayStation 4, Xbox One                     | Ninja Theory                                                                   | Capcom                                                        |
| 2016      | The Deadly Tower of Monsters                    | Acció                                                                     | Microsoft Windows, PlayStation 4                                                        | ACE Team                                                                       | Atlus                                                         |
| 2012      | Doctor Who: The Eternity Clock                  | Acció i aventura, Trencaclosques                                          | Microsoft Windows, PlayStation 3, PlayStation Vita                                      | Supermassive Games                                                             | BBC Worldwide Digital Entertainment                           |
| 2011      | Dungeons & Dragons: Daggerdale                  | Acció i aventura                                                          | PlayStation 3, Xbox 360, Microsoft Windows                                              | Bedlam Games                                                                   | Atari                                                         |
| 2011      | Dungeon Defenders                               | Tower Defense/ Acció Rol                                                  | Android, iOS, Linux, OS X, Microsoft Windows, PlayStation 3, PlayStation Vita, Xbox 360 | Trendy Entertainment                                                           | Trendy Entertainment                                          |
| 2013      | DUST 514                                        | Acció en primera persona                                                  | PlayStation 3, PlayStation Vita                                                         | CCP                                                                            | CCP Games                                                     |
| TBA       | Dirty Bomb                                      | Online Acció en primera persona                                           | Microsoft Windows                                                                       | Splash Damage                                                                  | WarChest                                                      |
| 2013      | Drakengard 3                                    | Acció Rol                                                                 | PlayStation 3                                                                           | Access Games                                                                   | Square Enix                                                   |
| TBA       | Earth No More                                   | Acció en primera persona                                                  | Microsoft Windows, PlayStation 4, Xbox One                                              | Radar Group                                                                    | 3D Realms                                                     |
| 2014      | El Chavo Kart                                   | Curses                                                                    | PlayStation 3, Xbox 360                                                                 | Effecto Studios / Slang                                                        | Televisa Home Entertainment / Slang                           |
| 2010      | Enslaved: Odyssey to the West                   | Acció i aventura                                                          | Microsoft Windows, PlayStation 3, Xbox 360                                              | Ninja Theory                                                                   | Namco Bandai Games                                            |
| 2014      | Fable Anniversary                               | Acció Rol                                                                 | Microsoft Windows, Xbox 360                                                             | Lionhead Studios                                                               | Microsoft Studios                                             |
| 2012      | Fable: The Journey                              |                                                                           | Xbox 360                                                                                | Lionhead Studios                                                               | Microsoft Studios                                             |
| 2009      | Fairytale Fights                                | Hack-and-slash, Acció i aventura                                          | PlayStation 3, Xbox 360                                                                 | Playlogic Game Factory                                                         | Playlogic Entertainment                                       |
| 2007      | Fatal Inertia                                   | Curses                                                                    | PlayStation 3, Xbox 360                                                                 | Koei                                                                           | Koei                                                          |
| 2013      | Flashback                                       | Plataformes                                                               | Microsoft Windows, PlayStation 3, Xbox 360                                              | Vector Cell                                                                    | Ubisoft                                                       |
| 2012      | Forge                                           | Rol massiu                                                                | Microsoft Windows                                                                       | Dark Vale Games                                                                | Dark Vale Games                                               |
| 2008      | Frontlines: Fuel of War                         | Acció en primera persona                                                  | Microsoft Windows, Xbox 360                                                             | Kaos Studios                                                                   | THQ                                                           |
| 2007      | Fury                                            | Rol massiu                                                                | Microsoft Windows                                                                       | Auran                                                                          | Gamecock Media Group                                          |
| 2012      | Game of Thrones                                 |                                                                           | Microsoft Windows, PlayStation 3, Xbox 360                                              | Cyanide                                                                        | Atlus                                                         |
| 2012      | Game Party Champions                            | Party Game                                                                | Wii U                                                                                   | Phosphor Games                                                                 | Warner Bros Games                                             |
| 2006      | Gears of War                                    | Acció en tercera persona                                                  | Microsoft Windows, Xbox 360                                                             | Epic Games                                                                     | Microsoft Game Studios                                        |
| 2008      | Gears of War 2                                  | Acció en tercera persona                                                  | Xbox 360                                                                                | Epic Games                                                                     | Microsoft Game Studios                                        |
| 2011      | Gears of War 3                                  | Acció en tercera persona                                                  | Xbox 360                                                                                | Epic Games                                                                     | Microsoft Game Studios                                        |
| 2013      | Gears of War: Judgment                          | Acció en tercera persona                                                  | Xbox 360                                                                                | People Can Fly, Epic Games                                                     | Microsoft Studios                                             |
| 2017      | Get Even                                        | Acció en tercera persona                                                  | Microsoft Windows, Linux, PlayStation 4, Xbox One                                       | The Farm 51                                                                    | Nordic Games GmbH                                             |
| 2016      | Gigantic                                        | MOBA                                                                      | Microsoft Windows, Xbox One                                                             | Motiga                                                                         | Bandai Namco Entertainment, From Software                     |
| 2010      | Global Agenda                                   | MOBA, Acció en tercera persona, Acció Rol                                 | Microsoft Windows                                                                       | Hi-Rez Studios                                                                 | Hi-Rez Studios                                                |
| 2011      | Glorious Mission                                | Acció en primera persona                                                  | Microsoft Windows                                                                       | Giant Interactive Group                                                        | Giant Interactive Group                                       |
| 2014      | Goat Simulator                                  | Simulador                                                                 | Linux, OS X, Microsoft Windows                                                          | Coffee Stain Studios                                                           | Steam                                                         |
| 2014      | Guilty Gear Xrd -SIGN-                          | Lluita                                                                    | Arcade, PlayStation 3, PlayStation 4                                                    | Arc System Works                                                               | Sega                                                          |
| 2015      | Guilty Gear Xrd -REVELATOR-                     | Lluita                                                                    | Arcade, PlayStation 3, PlayStation 4                                                    | Arc System Works                                                               | Sega                                                          |
| 2013      | Gunner Z                                        | Acció en primera persona                                                  | iOS                                                                                     | BitMonster                                                                     | BitMonster                                                    |
| 2012      | Gyrozetter                                      | màquina recreativa                                                        | Arcade                                                                                  | Rocket Studio                                                                  | Square Enix                                                   |
| 2008      | Hail to the Chimp                               | Party                                                                     | PlayStation 3, Xbox 360                                                                 | Wideload Games                                                                 | Gamecock Media Group                                          |
| 2012      | Hawken                                          | Acció en primera persona                                                  | Microsoft Windows                                                                       | Adhesive Games                                                                 | Meteor Entertainment                                          |
| 2011      | Homefront                                       | Acció en primera persona                                                  | Microsoft Windows, PlayStation 3, Xbox 360                                              | Kaos Studios, Digital Extremes (PC)                                            | THQ                                                           |
| 2012      | Horn                                            | Acció Rol                                                                 | Android, iOS                                                                            | Phosphor Games                                                                 | Phosphor Games                                                |
| 2007      | Hour of Victory                                 | Acció en primera persona                                                  | Microsoft Windows, Xbox 360                                                             | N-Fusion Interactive                                                           | Midway Games                                                  |
| 2011      | Hunted: The Demon's Forge                       |                                                                           | Microsoft Windows, PlayStation 3, Xbox 360                                              | InXile Entertainment                                                           | Bethesda Softworks                                            |
| 2011      | In Time - The Game                              |                                                                           | iOS                                                                                     | Robomodo                                                                       | Fox Mobile Entertainment                                      |
| 2010      | Infinity Blade                                  | Acció                                                                     | iOS                                                                                     | Chair Entertainment                                                            | Epic Games                                                    |
| 2011      | Infinity Blade FX                               | Acció                                                                     | Arcade                                                                                  | Chair Entertainment                                                            | Epic Games, Adrenaline Amusements                             |
| 2011      | Infinity Blade 2                                | Acció                                                                     | iOS                                                                                     | Chair Entertainment                                                            | Epic Games                                                    |
| 2013      | Infinity Blade 3                                | Acció                                                                     | iOS                                                                                     | Chair Entertainment                                                            | Epic Games                                                    |
| 2013      | Injustice: Gods Among Us                        | Lluita                                                                    | Microsoft Windows, PlayStation 3, PlayStation 4, Wii U, Xbox 360                        | NetherRealm Studios                                                            | Warner Bros. Interactive Entertainment                        |
| 2017      | Injustice 2                                     | Lluita                                                                    | PlayStation 4, Xbox One, Microsoft Windows                                              | NetherRealm Studios                                                            | Warner Bros. Interactive Entertainment                        |
| 2015      | In Verbis Virtus                                | Acció Rol                                                                 | Microsoft Windows                                                                       | Indomitus Games                                                                | Meridian4                                                     |
| 2013      | Jacob Jones and the Bigfoot Mystery             | Acció i aventura, Trencaclosques                                          | Android, iOS, PS Vita, Microsoft Windows                                                | Lucid Games                                                                    | SCEA                                                          |
| 2012      | Karateka                                        | Beat 'em up                                                               | iOS, Microsoft Windows, PlayStation 3, Wii U, Xbox 360                                  | Liquid Entertainment                                                           | D3 Publisher                                                  |
| 2015      | Karmaflow                                       | Acció i aventura                                                          | Microsoft Windows                                                                       | Basecamp Games                                                                 | Basecamp Games                                                |
| 2013      | Killer is Dead                                  | Acció                                                                     | PlayStation 3, Xbox 360                                                                 | Grasshopper Manufacture                                                        | Kadokawa Games                                                |
| 2016      | Killing Floor 2                                 | Acció en primera persona                                                  | Microsoft Windows                                                                       | Tripwire Interactive                                                           | Tripwire Interactive                                          |
| 2010      | Kinect Adventures                               | Acció i aventura / Esportiu                                               | Xbox 360                                                                                | Good Science Studio                                                            | Microsoft Game Studios                                        |
| 2015      | King's Quest                                    | Acció i aventura                                                          | Microsoft Windows, PlayStation 3, PlayStation 4, Xbox 360, Xbox One                     | The Odd Gentlemen                                                              | Sierra Entertainment                                          |
| 2011      | Kinect Fun Labs                                 | Kinect                                                                    | Xbox 360                                                                                | Good Science Studio                                                            | Microsoft Game Studios                                        |
| 2008      | Legendary                                       |                                                                           | Microsoft Windows, PlayStation 3, Xbox 360                                              | Spark Unlimited                                                                | Gamecock Media Group                                          |
| 2009      | Leisure Suit Larry: Box Office Bust             |                                                                           | Microsoft Windows, PlayStation 3, Xbox 360                                              | Team17                                                                         | Codemasters                                                   |
| 2016      | Let It Die                                      | Hack and slash                                                            | Microsoft Windows, PlayStation 4                                                        | Grasshopper Manufacture                                                        | GungHo Online Entertainment                                   |
| 2015      | Life is Strange                                 | Acció i aventura                                                          | Linux, Microsoft Windows, OS X, PlayStation 3, PlayStation 4, Xbox 360, Xbox One, iOS   | Dontnod Entertainment                                                          | Square Enix                                                   |
| 2012      | Lollipop Chainsaw                               | Acció                                                                     | PlayStation 3, Xbox 360                                                                 | Grasshopper Manufacture                                                        | Warner Bros. Interactive Entertainment                        |
| TBA       | Lost Ark                                        | Rol massiu                                                                | Microsoft Windows                                                                       | Smilegate                                                                      | Smilegate                                                     |
| 2007      | Lost Odyssey                                    |                                                                           | Xbox 360                                                                                | Mistwalker, Feelplus                                                           | Microsoft Game Studios                                        |
| 2013      | Lost Planet 3                                   | Acció en tercera persona                                                  | Microsoft Windows, PlayStation 3, Xbox 360                                              | Spark Unlimited                                                                | Capcom                                                        |
| 2010      | Lucha Libre AAA: Heroes del Ring                | Esportiu, Lluita lliure professional, Acció                               | PlayStation 3, Xbox 360                                                                 | Slang/Sabarasa                                                                 | Konami/Slang                                                  |
| 2013      | Marvel Heroes                                   | Rol massiu / Acció Rol                                                    | OS X, Microsoft Windows                                                                 | Gazillion Entertainment Secret Identity Studios                                |                                                               |
| 2007      | Mass Effect                                     | Acció Rol, Acció en tercera persona                                       | Microsoft Windows, PlayStation 3, Xbox 360                                              | BioWare                                                                        | Microsoft Game Studios (Xbox 360), Electronic Arts (PC, PS3)  |
| 2010      | Mass Effect 2                                   | Acció Rol, Acció en tercera persona                                       | Microsoft Windows, PlayStation 3, Xbox 360                                              | BioWare                                                                        | Electronic Arts                                               |
| 2012      | Mass Effect 3                                   | Acció Rol, Acció en tercera persona                                       | Microsoft Windows, PlayStation 3, Xbox 360, Wii U                                       | BioWare                                                                        | Electronic Arts                                               |
| 2009      | MagnaCarta II                                   |                                                                           | Xbox 360                                                                                | Softmax                                                                        | Banpresto                                                     |
| 2013      | Magrunner: Dark Pulse                           | Acció en primera persona, Acció/Trencaclosques                            | Microsoft Windows, PlayStation 3, Xbox 360                                              | Frogwares                                                                      | Focus Home Interactive                                        |
| 2013      | Maze Mirage                                     | Trencaclosques en primera persona                                         | iOS                                                                                     | Kryptoplex Games                                                               | Kryptoplex Games                                              |
| 2010      | Medal of Honor (single-player)                  | Acció en primera persona                                                  | Microsoft Windows, PlayStation 3, Xbox 360                                              | EA Los Angeles, Danger Close Games                                             | Electronic Arts                                               |
| 2007      | Medal of Honor: Airborne                        | Acció en primera persona                                                  | Microsoft Windows, PlayStation 3, Xbox 360                                              | EA Los Angeles                                                                 | Electronic Arts                                               |
| 2013      | Mercenary Ops                                   | Acció en tercera persona                                                  | iOS                                                                                     | Yingpei Games (formerly Epic Games China)                                      |                                                               |
| 2016      | Mighty No. 9                                    | Acció, plataformes                                                        | Linux, OS X, Microsoft Windows, PlayStation 3, PlayStation 4, Wii U, Xbox 360, Xbox One | Comcept, Inti Creates                                                          |                                                               |
| 2015      | Might & Magic Heroes VII                        | Estratègia per torns                                                      | Microsoft Windows                                                                       | Black Hole Entertainment, Limbic Entertainment                                 | Ubisoft                                                       |
| 2008      | Mirror's Edge                                   | Acció i aventura                                                          | Microsoft Windows, PlayStation 3, Xbox 360                                              | EA Digital Illusions CE                                                        | Electronic Arts                                               |
| 2014      | Murdered: Soul Suspect                          | Acció i aventura                                                          | Microsoft Windows, Xbox 360, Xbox One, PlayStation 3, PlayStation 4                     | Airtight Games                                                                 | Square Enix                                                   |
| 2010      | Monday Night Combat                             | Acció en tercera persona                                                  | Microsoft Windows, Xbox 360                                                             | Uber Entertainment                                                             | Microsoft Game Studios (Xbox 360), Uber Entertainment (PC)    |
| 2007      | Monster Madness: Battle for Suburbia            | Shoot 'em up                                                              | Microsoft Windows, Xbox 360                                                             | Artificial Studios                                                             | SouthPeak Games                                               |
| 2008      | Monster Madness: Grave Danger                   | Shoot 'em up                                                              | PlayStation 3                                                                           | Psyonix                                                                        | SouthPeak Games                                               |
| 2010      | Moonbase Alpha                                  | Simulador d'entrenament                                                   | Microsoft Windows                                                                       | NASA                                                                           | NASA, Steam                                                   |
| 2011      | Mortal Kombat                                   | Lluita                                                                    | Microsoft Windows, PlayStation 3, Xbox 360                                              | NetherRealm Studios                                                            | Warner Bros. Interactive Entertainment                        |
| 2008      | Mortal Kombat vs. DC Universe                   | Lluita                                                                    | PlayStation 3, Xbox 360                                                                 | Midway Games                                                                   | Midway Games                                                  |
| 2015      | Mortal Kombat X                                 | Lluita                                                                    | Microsoft Windows, PlayStation 4, Xbox One                                              | NetherRealm Studios                                                            | Warner Bros. Interactive Entertainment                        |
| 2011      | Mortal Kombat Arcade Kollection HD              | Lluita                                                                    | Microsoft Windows                                                                       | NetherRealm Studios                                                            | Warner Bros. Interactive Entertainment                        |
| 2010      | Mortal Online                                   | Rol massiu                                                                | Microsoft Windows                                                                       | Star Vault                                                                     |                                                               |
| TBA       | MU 2                                            | Rol massiu                                                                | Microsoft Windows                                                                       | Webzen                                                                         | Webzen                                                        |
| 2014      | Naissancee                                      | Acció i aventura, Trencaclosques                                          | Microsoft Windows                                                                       | Limasse Five                                                                   | Limasse Five                                                  |
| 2014      | Nosgoth                                         | Acció                                                                     | Microsoft Windows                                                                       | Psyonix                                                                        | Square Enix                                                   |
| 2013      | Outlast                                         | Acció i aventura                                                          | Microsoft Windows, Playstation 4                                                        | Red Barrels Studio                                                             | Red Barrels Studio                                            |
| 2017      | Outlast 2                                       | Survival horror                                                           | Microsoft Windows, PlayStation 4, Xbox One                                              | Red Barrels                                                                    | Red Barrels                                                   |
| 2018      | Paladins                                        | Acció en primera persona                                                  | OS X, Microsoft Windows, Nintendo Switch, PlayStation 4, Xbox One                       | Evil Mojo Games                                                                | Hi-Rez Studios                                                |
| 2013      | Papo & Yo                                       | Acció i aventura                                                          | Linux, OS X, Microsoft Windows, PlayStation 3, Xbox 360                                 | Minority                                                                       | Minority                                                      |
| 2012      | Painkiller: Hell & Damnation                    | Acció en primera persona                                                  | Linux, Microsoft Windows, PlayStation 3, Xbox 360                                       | The Farm 51                                                                    | Nordic Games GmbH                                             |
| 2014      | Phantom Army                                    | Acció en primera persona                                                  | Microsoft Windows                                                                       | Zombie Studios                                                                 | SmileGate                                                     |
| 2009      | Planet 51: The Game                             | Món obert, Acció i aventura                                               | PlayStation 3, Xbox 360                                                                 | Pyro Studios                                                                   | Sega                                                          |
| 2012      | Primal Carnage                                  | Acció en primera persona                                                  | Microsoft Windows                                                                       | Lukewarm Media                                                                 | Reverb Publishing                                             |
| TBA       | Project Dragon                                  | Rol massiu                                                                | Android, iOS                                                                            | WeMade Entertainment                                                           | WeMade Entertainment                                          |
| Cancelled | Project Legion                                  | Microsoft Windows                                                         | Microsoft Windows                                                                       | CCP Games                                                                      | CCP Games                                                     |
| 2012      | Quantum Conundrum                               | Plataformes                                                               | Microsoft Windows, PlayStation 3, Xbox 360                                              | Airtight Games                                                                 | Square Enix                                                   |
| 2012      | Q.U.B.E.                                        | Trencaclosques                                                            | Microsoft Windows, OS X                                                                 | Toxic Games                                                                    | Steam                                                         |
| 2012      | Ravaged                                         | Acció en primera persona                                                  | Microsoft Windows                                                                       | 2 Dawn Games                                                                   | 2 Dawn games                                                  |
| 2011      | Red Orchestra 2: Heroes of Stalingrad           | Acció en primera persona                                                  | Microsoft Windows                                                                       | Tripwire Interactive                                                           | Tripwire Interactive/1C Company                               |
| 2013      | Remember Me                                     | Acció i aventura                                                          | Microsoft Windows, PlayStation 3, Xbox 360                                              | Dontnod Entertainment                                                          | Capcom                                                        |
| 2013      | Rekoil                                          | Acció en primera persona                                                  | Microsoft Windows                                                                       | Plastic Piranha                                                                | Plastic Piranha                                               |
| TBA       | Renegade X                                      | Acció en primera persona                                                  | Microsoft Windows                                                                       | Totem Arts                                                                     | Totem Arts                                                    |
| 2014      | Revolution 60                                   | Drama intercatiu, Acció i aventura                                        | iOS, OS X, Microsoft Windows                                                            | Giant Spacekat                                                                 | Giant Spacekat                                                |
| 2013      | Ride to Hell: Retribution                       | Acció i aventura                                                          | Microsoft Windows, PlayStation 3, Xbox 360                                              | Eutechnyx                                                                      | Deep Silver                                                   |
| 2013      | Rising Storm                                    | Acció en primera persona                                                  | Microsoft Windows                                                                       | Tripwire Interactive                                                           | Tripwire Interactive                                          |
| 2017      | Rising Storm 2: Vietnam                         | Acció en primera persona                                                  | Microsoft Windows                                                                       | Tripwire Interactive                                                           | Tripwire Interactive                                          |
| 2008      | Rise of the Argonauts                           | Acció Rol                                                                 | Microsoft Windows, PlayStation 3, Xbox 360                                              | Liquid Entertainment                                                           | Codemasters                                                   |
| 2013      | Rise of the Triad                               | Acció en primera persona                                                  | Microsoft Windows                                                                       | Interceptor Entertainment                                                      | Apogee Software                                               |
| TBA       | Relics of Gods                                  | Rol massiu                                                                | Android, iOS                                                                            | Kingsoft SHX                                                                   | Kingsoft SHX                                                  |
| 2010      | Rush'n Attack: Ex-Patriot                       | Plataformes, sidescroller, sigil, acció                                   | PlayStation 3, Xbox 360                                                                 | Vatra Games                                                                    | Konami                                                        |
| 2008      | Robert Ludlum's The Bourne Conspiracy           |                                                                           | PlayStation 3, Xbox 360                                                                 | High Moon Studios                                                              | Vivendi Universal Games                                       |
| 2006      | RoboBlitz                                       | Acció en tercera persona, Trencaclosques/Acció                            | Microsoft Windows, Xbox 360                                                             | Naked Sky Entertainment                                                        | Naked Sky Entertainment                                       |
| 2015      | Rocket League                                   | Esportiu                                                                  | Microsoft Windows, OS X, Linux, Nintendo Switch, PlayStation 4, Xbox One                | Psyonix                                                                        | Psyonix                                                       |
| 2011      | Rock of Ages                                    | Tower Defense                                                             | Microsoft Windows, PlayStation 3, Xbox 360                                              | ACE Team                                                                       | Atlus                                                         |
| 2011      | Sanctum                                         | Acció en primera persona / Tower Defense                                  | OS X, Microsoft Windows                                                                 | Coffee Stain Studios                                                           |                                                               |
| 2013      | Sanctum 2                                       | Acció en primera persona / Tower Defense                                  | Linux, OS X, Microsoft Windows, PlayStation 3, Xbox 360                                 | Coffee Stain Studios                                                           | D3 Publisher/Reverb Publishing                                |
| 2009      | Saw: The Video game                             | Survival horror                                                           | Microsoft Windows, PlayStation 3, Xbox 360                                              | Zombie Studios                                                                 | Konami                                                        |
| 2010      | Saw II: Flesh & Blood                           | Survival horror                                                           | PlayStation 3, Xbox 360                                                                 | Zombie Studios                                                                 | Konami                                                        |
| 2013      | Scourge: Outbreak                               | Acció en tercera persona                                                  | Microsoft Windows, OS X, PlayStation 3, Xbox 360                                        | Tragnarion Studios                                                             | Bit Box S.L.                                                  |
| 2009      | Section 8                                       | Acció en primera persona                                                  | Microsoft Windows, PlayStation 3, Xbox 360                                              | TimeGate Studios                                                               | SouthPeak Games                                               |
| 2011      | Section 8: Prejudice                            | Acció en primera persona                                                  | Microsoft Windows, PlayStation 3, Xbox 360                                              | TimeGate Studios                                                               | TimeGate Studios                                              |
| 2009      | Shadow Complex                                  | Plataformes, aventura                                                     | Xbox 360                                                                                | Chair Entertainment                                                            | Microsoft Game Studios                                        |
| 2011      | Shadows of the Damned                           |                                                                           | PlayStation 3, Xbox 360                                                                 | Grasshopper Manufacture                                                        | Electronic Arts                                               |
| 2014      | Sherlock Holmes: Crimes & Punishments           | Acció i aventura                                                          | Microsoft Windows, PlayStation 3, PlayStation 4, Xbox 360                               | Frogwares                                                                      | Focus Home Interactive                                        |
| 2012      | Silent Hill: Downpour                           |                                                                           | PlayStation 3, Xbox 360                                                                 | Vatra Games                                                                    | Konami                                                        |
| 2010      | Singularity                                     | Acció en primera persona                                                  | Microsoft Windows, PlayStation 3, Xbox 360                                              | Raven Software                                                                 | Activision                                                    |
| 2012      | Sorcery                                         | Acció i aventura                                                          | PlayStation 3                                                                           | The WorkshopSCE Santa Monica Studio                                            | Sony Computer Entertainment                                   |
| 2012      | Spec Ops: The Line                              | Acció en tercera persona                                                  | Microsoft Windows, Linux, OS X, PlayStation 3, Xbox 360                                 | Yager Development                                                              | 2K Games                                                      |
| 2012      | SMITE                                           | Rol massiu                                                                | Microsoft Windows                                                                       | Hi-Rez Studios                                                                 | Hi-Rez Studios                                                |
| 2010      | Stargate: Resistance                            | Acció en tercera persona                                                  | Microsoft Windows                                                                       | Cheyenne Mountain Entertainment                                                | FireSky                                                       |
| 2007      | Stranglehold                                    | Acció en tercera persona                                                  | Microsoft Windows, PlayStation 3, Xbox 360                                              | Midway Chicago, Tiger Hill Entertainment                                       | Midway Games                                                  |
| 2014      | Styx: Master of Shadows                         | Acció Rol                                                                 | Microsoft Windows                                                                       | Cyanide Studios                                                                |                                                               |
| 2012      | Super Monday Night Combat                       | Acció en tercera persona, Rol massiu                                      | Microsoft Windows                                                                       | Uber Entertainment                                                             | Uber Entertainment                                            |
| 2008      | Supersonic Acrobatic Rocket-Powered Battle-Cars | Esportiu                                                                  | PlayStation 3                                                                           | Psyonix                                                                        | Psyonix                                                       |
| 2013      | Takedown: Red Sabre                             | Acció en primera persona                                                  | Microsoft Windows                                                                       | Serellan LLC                                                                   | 505 Games                                                     |
| 2015      | The Age of Heroes                               | Rol massiu                                                                | Microsoft Windows                                                                       | USERJOY                                                                        | USERJOY                                                       |
| 2010      | The Ball                                        | Trencaclosques en primera persona                                         | Microsoft Windows                                                                       | Teotl Studios                                                                  | Tripwire Interactive                                          |
| 2015      | The Battle of Sol                               | Acció, Simulador                                                          | Microsoft Windows                                                                       | Bit Planet Games, LLC                                                          | Bit Planet Games, LLC                                         |
| 2011      | The Black Eyed Peas Experience                  | Musical                                                                   | Xbox 360                                                                                | iNiS                                                                           | Ubisoft                                                       |
| 2013      | The Bureau: XCOM Declassified                   |                                                                           | Microsoft Windows, PlayStation 3, Xbox 360                                              | 2K Marin                                                                       | 2K Games                                                      |
| 2011      | The Exiled Realm of Arborea                     | Rol massiu                                                                | Microsoft Windows                                                                       | Bluehole Studio                                                                | NHN Corporation, En Masse Entertainment, Frogster Interactive |
| 2008      | The Last Remnant                                | Acció Rol                                                                 | Microsoft Windows, Xbox 360                                                             | Square Enix                                                                    | Square Enix                                                   |
| 2009      | The Punisher: No Mercy                          | Acció en primera persona                                                  | PlayStation 3                                                                           | Zen Studios                                                                    | Sony Computer Entertainment                                   |
| 2014      | The Vanishing of Ethan Carter                   | Aventura, trencaclosques                                                  | Microsoft Windows                                                                       | The Astronauts                                                                 | The Astronauts                                                |
| 2014      | Thief                                           | Sigil, Acció en primera persona                                           | Microsoft Windows, PlayStation 3, PlayStation 4, Xbox 360, Xbox One                     | Eidos Montreal                                                                 | Square Enix                                                   |
| 2012      | Thor: God of Thunder                            | Acció                                                                     | PlayStation 3, Xbox 360                                                                 | Liquid Entertainment                                                           | Sega                                                          |
| 2012      | THRED                                           | Casual                                                                    | iOS                                                                                     | BitMonster                                                                     | BitMonster                                                    |
| 2013      | TMNT: Out of the Shadows                        | Acció i aventura                                                          | Microsoft Windows, PlayStation 3, Xbox 360                                              | Red Fly Studio                                                                 | Activision                                                    |
| 2008      | TNA iMPACT!                                     |                                                                           | PlayStation 3, Wii, Xbox 360                                                            | Midway Studios - Los Angeles                                                   | Midway Games                                                  |
| 2008      | Tom Clancy's EndWar                             | Estratègia en temps real                                                  | Microsoft Windows, PlayStation 3, Xbox 360                                              | Ubisoft Shanghai                                                               | Ubisoft                                                       |
| 2006      | Tom Clancy's Rainbow Six: Vegas                 | Acció en primera persona                                                  | Microsoft Windows, PlayStation 3, Xbox 360                                              | Ubisoft Montreal                                                               | Ubisoft                                                       |
| 2008      | Tom Clancy's Rainbow Six: Vegas 2               | Acció en primera persona                                                  | Microsoft Windows, PlayStation 3, Xbox 360                                              | Ubisoft Montreal                                                               | Ubisoft                                                       |
| 2012      | Tony Hawk's Pro Skater HD                       | Esportiu                                                                  | Microsoft Windows, PlayStation 3, Xbox 360                                              | Robomodo                                                                       | Activision                                                    |
| 2015      | Tony Hawk's Pro Skater 5                        | Esportiu                                                                  | PlayStation 3, PlayStation 4, Xbox 360, Xbox One                                        | Robomodo, Disruptive Games                                                     | Activision                                                    |
| 2008      | Too Human                                       | Acció Rol                                                                 | Xbox 360                                                                                | Silicon Knights                                                                | Microsoft Game Studios                                        |
| 2013      | Tower of Guns                                   | Acció                                                                     | Linux, Microsoft Windows, OS X                                                          | Joe Mirabello                                                                  | Steam                                                         |
| 2015      | Toxikk                                          | Acció en tercera persona                                                  | Microsoft Windows                                                                       | Reakktor Studios                                                               | Reakktor Studios                                              |
| 2011      | Transformers: Dark of the Moon                  | Acció en tercera persona                                                  | PlayStation 3, Xbox 360                                                                 | High Moon Studios                                                              | Activision                                                    |
| 2012      | Transformers: Fall of Cybertron                 | Acció en tercera persona                                                  | Microsoft Windows, PlayStation 3, PlayStation 4, Xbox 360, Xbox One                     | High Moon Studios                                                              | Activision                                                    |
| 2010      | Transformers: War for Cybertron                 | Acció en tercera persona                                                  | Microsoft Windows, PlayStation 3, Xbox 360                                              | High Moon Studios                                                              | Activision                                                    |
| 2014      | Transformers: Rise of the Dark Spark            | Acció en tercera persona                                                  | Microsoft Windows, PlayStation 3, PlayStation 4, Xbox 360, Xbox One, Wii U              | Edge of Reality                                                                | Activision                                                    |
| 2012      | Tribes: Ascend                                  | Acció en primera persona                                                  | Microsoft Windows                                                                       | Hi-Rez Studios                                                                 | Hi-Rez Studios                                                |
| 2010      | Tron: Evolution                                 |                                                                           | Microsoft Windows, PlayStation 3, Xbox 360                                              | Propaganda Games                                                               | Disney                                                        |
| 2008      | Turning Point: Fall of Liberty                  | Acció en primera persona                                                  | Microsoft Windows, PlayStation 3, Xbox 360                                              | Spark Unlimited                                                                | Codemasters                                                   |
| 2008      | Turok                                           | Acció en primera persona                                                  | Microsoft Windows, PlayStation 3, Xbox 360                                              | Propaganda Games                                                               | Touchstone Pictures                                           |
| 2007      | Undertow                                        | Acció en primera persona                                                  | Xbox 360                                                                                | Chair Entertainment                                                            | Chair Entertainment                                           |
| 2012      | Unmechanical                                    | Trencaclosques                                                            | iOS, Microsoft Windows                                                                  | Teotl Studios                                                                  | Talawa Games                                                  |
| 2007      | Unreal Tournament 3                             | Acció en primera persona                                                  | Microsoft Windows, PlayStation 3, Xbox 360                                              | Epic Games                                                                     | Midway Games                                                  |
| 2013      | Viscera Cleanup Detail                          |                                                                           | Microsoft Windows                                                                       | RuneStorm                                                                      | Steam                                                         |
| 2012      | Warp                                            |                                                                           | Microsoft Windows, PlayStation 3, Xbox 360                                              | Trapdoor                                                                       | EA Partners                                                   |
| 2007      | Warmonger: Operation Downtown Destruction       | Acció en primera persona                                                  | Microsoft Windows                                                                       | NetDevil                                                                       | NetDevil                                                      |
| 2009      | Wheelman                                        | Acció i aventura                                                          | Microsoft Windows, PlayStation 3, Xbox 360                                              | Midway Studios – Newcastle, Tigon Studios                                      | Midway Games                                                  |
| 2012      | Wild Blood                                      | Acció i aventura                                                          | Android, iOS                                                                            | Gameloft                                                                       | Gameloft                                                      |
| 2015      | Woolfe: The Red Hood Diaries                    | Sidescroller, Plataformes, Aventura, Trencaclosques, Sigil, Hack ‘n Slash | Microsoft Windows, PlayStation 4, Xbox One                                              | GRIN Gamestudio                                                                | GRIN Gamestudio                                               |
| 2012      | World of Mercenary                              | Free 2 Play OnlineAcció en primera persona                                | Microsoft Windows                                                                       | City Interactive                                                               | Steam                                                         |
| 2012      | Wreckateer                                      |                                                                           | Xbox 360                                                                                | Iron Galaxy Studios                                                            | Microsoft Studios                                             |
| 2015      | WWE Immortals                                   | Lluita                                                                    | Android, iOS                                                                            | NetherRealm Studios                                                            | Warner Bros. Interactive Entertainment                        |
| 2011      | X-Men: Destiny                                  | Acció en tercera persona                                                  | PlayStation 3, Wii, Xbox 360                                                            | Silicon Knights                                                                | Activision                                                    |
| 2009      | X-Men Origins: Wolverine                        | Hack and slash, Acció i aventura                                          | Microsoft Windows, PlayStation 3, Xbox 360                                              | Raven Software                                                                 | Activision                                                    |
| 2012      | XCOM: Enemy Unknown                             | Estratègia basada en torns                                                | Linux, OS X, Microsoft Windows, PlayStation 3, SteamOS, Xbox 360                        | Firaxis Games                                                                  | 2K Games                                                      |
| 2013      | XCOM: Enemy Within                              | Estratègia basada en torns                                                | Linux, OS X, Microsoft Windows, PlayStation 3, SteamOS, Xbox 360                        | Firaxis Games                                                                  | 2K Games                                                      |
| 2016      | XCOM 2                                          | Estratègia basada en torns                                                | Microsoft Windows, Linux, OS X                                                          | Firaxis Games                                                                  | 2K Games                                                      |
| 2014      | Yaiba: Ninja Gaiden Z                           | Acció                                                                     | Microsoft Windows, PlayStation 3, Xbox 360                                              | Spark Unlimited, Team Ninja Comcept                                            | Tecmo Koei                                                    |
| 2013      | Zeno Clash II                                   | Acció i aventura                                                          | Microsoft Windows, PlayStation 3, Xbox 360                                              | ACE Team                                                                       | Atlus                                                         |
| 2009      | 50 Cent: Blood on the Sand                      | Acció en tercera persona                                                  | PlayStation 3, Xbox 360                                                                 | Swordfish Studios                                                              | THQ                                                           |

## Unreal Engine 4
| Year      | Title                                        | Genre                                                                     | Platform                                                                                   | Developer                                           | Publisher                              |
| --------- | -------------------------------------------- | ------------------------------------------------------------------------- | ------------------------------------------------------------------------------------------ | --------------------------------------------------- | -------------------------------------- |
| TBA       | Abatron                                      | Acció en primera persona                                                  | Microsoft Windows, OS X                                                                    | W3 Studios                                          |                                        |
| TBA       | Absention                                    | Survival horror                                                           | Microsoft Windows                                                                          | Dream Wave Games                                    |                                        |
| 2016      | Abzû                                         | Acció i aventura                                                          | Microsoft Windows, PlayStation 4, Xbox One                                                 | Giant Squid                                         | 505 Games                              |
| TBA       | Acacia: Time Trails                          | Plataformes                                                               | Microsoft Windows                                                                          |                                                     |                                        |
| 2019      | Ace Combat 7: Skies Unknown                  | Simulador de combat                                                       | Microsoft Windows, PlayStation 4, Xbox One                                                 | Bandai Namco Studios                                | Bandai Namco Entertainment             |
| TBA       | Ad Infinitum                                 | Survival horror                                                           | Microsoft Windows                                                                          |                                                     |                                        |
| 2016      | Adrift                                       | Acció en primera persona                                                  | Microsoft Windows, PlayStation 4, Xbox One                                                 | Three One Zero                                      | 505 Games                              |
| TBA       | Age of Blood                                 | Acció Rol                                                                 | Microsoft Windows, OS X                                                                    | Galaxy Interactive                                  |                                        |
| TBA       | AION Next-Gen                                | Rol massiu                                                                | Microsoft Windows, PlayStation 4, Xbox One                                                 | Team AION Next                                      | NCSOFT                                 |
| 2015      | AIPD                                         | Shoot 'em up                                                              | Microsoft Windows, PlayStation 4, Xbox One                                                 | Blazing Badger                                      |                                        |
| TBA       | A.L.I.C.E.                                   | Acció i aventura                                                          | Samsung Gear VR                                                                            |                                                     |                                        |
| TBA       | Allison Road                                 | Survival horror                                                           | Microsoft Windows                                                                          | Lilith Ltd.                                         |                                        |
| 2015      | Alone in the Dark: Illumination              | Survival horror, Acció en primera persona                                 | Microsoft Windows                                                                          | Pure FPS                                            | Atari                                  |
| 2018      | Aquanox Deep Descent                         | Acció en primera persona                                                  | Microsoft Windows                                                                          | Digital Arrow, Nordic Games                         |                                        |
| 2017      | Ark: Survival Evolved                        | Món obert                                                                 | Microsoft Windows, OS X, Linux, PlayStation 4, Xbox One                                    | Studio Wildcard                                     | Studio Wildcard                        |
| 2018      | Ashen                                        | Acció Rol                                                                 | Microsoft Windows, Xbox One                                                                | Aurora44                                            | Annapurna Interactive                  |
| 2019      | Assetto Corsa Competizione                   | Curses                                                                    | Microsoft Windows                                                                          | Kunos Simulazioni                                   | Kunos Simulazioni, 505 Games           |
| 2015      | Astray                                       |                                                                           | Microsoft Windows, OS X, Linux                                                             | Aegon Games                                         |                                        |
| 2016      | Astroneer                                    | Acció i aventura                                                          | Microsoft Windows, Xbox One                                                                | System Era                                          |                                        |
| 2018      | A Way Out                                    | Acció i aventura                                                          | Microsoft Windows, PlayStation 4, Xbox One                                                 | Hazelight Studios                                   | Electronic Arts                        |
| 2018      | Bacon Man                                    | Plataformes                                                               | Microsoft Windows, Xbox One                                                                | Skymap Games                                        |                                        |
| 2015      | Barrage                                      | Estratègia en temps real, Acció en primera persona                        | Microsoft Windows                                                                          | Tectonic Studios                                    |                                        |
| 2016      | Battlefleet Gothic: Armada                   | Estratègia en temps real                                                  | Microsoft Windows                                                                          | Tindalos Interactive                                | Focus Home Interactive                 |
| 2015      | Beyond Flesh and Blood                       | Acció en tercera persona                                                  | Microsoft Windows, PlayStation 4, Xbox One                                                 | Pixelbomb Games                                     |                                        |
| 2019      | Biomutant                                    | Acció Rol                                                                 | Microsoft Windows, PlayStation 4, Xbox One                                                 | Experiment 101                                      | THQ Nordic                             |
| TBA       | BIOS                                         | Acció en primera persona                                                  | Microsoft Windows                                                                          | PIXYUL                                              |                                        |
| TBA       | Blade & Soul (Vision Update)                 | Rol massiu                                                                | Microsoft Windows                                                                          | NC Soft                                             | NC Soft                                |
| 2018      | Blade & Soul Revolution                      | Rol massiu                                                                | Android, iOS                                                                               | Netmarble Neo                                       | Netmarble Games                        |
| 2019      | Bloodstained: Ritual of the Night            | Metroidvania                                                              | Microsoft Windows, OS X, Linux, PlayStation 4, PlayStation Vita, Nintendo Switch, Xbox One | Inti Creates                                        | Deep Silver                            |
| 2015      | Caffeine                                     | Horror                                                                    | Microsoft Windows, OS X, Linux                                                             | Incandescent Imaging                                | Incandescent Imaging                   |
| 2016      | City of Titans                               | Rol massiu                                                                | Microsoft Windows, OS X                                                                    | Missing Worlds Media                                |                                        |
| 2018      | Conan Exiles                                 | Acció i aventura                                                          | Microsoft Windows, OS X, Linux, PlayStation 4, Xbox One                                    | Funcom                                              | Funcom                                 |
| 2019      | Concrete Genie                               | Acció i aventura                                                          | PlayStation 4                                                                              | PixelOpus                                           | Sony Interactive Entertainment         |
| TBA       | Consortium: The Tower Prophecy               | Acció Rol                                                                 | Microsoft Windows, OS X, Linux, PlayStation 4, Xbox One                                    | Interdimensional Games                              |                                        |
| TBA       | Courage                                      | Trencaclosques                                                            | Microsoft Windows                                                                          |                                                     |                                        |
| 2019      | Crackdown 3                                  | Acció i aventura, Acció en tercera persona                                | Microsoft Windows, Xbox One                                                                | Reagent Games, Cloudgine, Sumo Digital              | Microsoft Studios                      |
| 2015      | Crime Watch                                  | Acció Rol                                                                 | Oculus Rift                                                                                | Adam Nydahl, Alexander Mejia                        |                                        |
| 2017      | Cyberdimension Neptunia: 4 Goddesses Online  | Acció Rol                                                                 | Microsoft Windows, PlayStation 4                                                           | Tamsoft                                             | Idea Factory, Compile Heart            |
| 2018      | Darksiders III                               | Acció i aventura                                                          | Microsoft Windows, PlayStation 4, Xbox One                                                 | Gunfire Games                                       | THQ Nordic                             |
| TBA       | Darwin Project                               | Battle Royale                                                             | Microsoft Windows                                                                          | Scavengers Studio                                   | Scavengers Studio                      |
| 2014      | Daylight                                     | Survival horror                                                           | Microsoft Windows, PlayStation 4                                                           | Zombie Studios                                      | Atlus                                  |
| 2019      | Days Gone                                    | Acció en tercera persona                                                  | PlayStation 4                                                                              | SIE Bend Studio                                     | Sony Interactive Entertainment         |
| 2016      | Dead by Daylight                             | Acció                                                                     | Microsoft Windows                                                                          | Behaviour Interactive                               | Starbreeze Studios                     |
| TBA       | Dead Static Drive                            | Survival horror                                                           |                                                                                            |                                                     |                                        |
| 2015      | Deathwatch: Tyranid Invasion                 | Estratègia basada en torns                                                | iOS                                                                                        | Rodeo Games                                         |                                        |
| 2018      | Déraciné                                     | Acció i aventura                                                          | PlayStation 4                                                                              | FromSoftware                                        | Sony Interactive Entertainment         |
| 2016      | Descent: Underground                         | Rol massiu                                                                | Microsoft Windows                                                                          | Descendent Studios                                  |                                        |
| 2017      | Die Young                                    | Món obert                                                                 | Microsoft Windows                                                                          | Indiegala                                           |                                        |
| 2018      | Disaster Report 4 Plus: Summer Memories      | Acció i aventura                                                          | Playstation 4                                                                              | Granzella                                           | Granzella                              |
| 2015      | Dispatcher                                   | Survival horror                                                           | Microsoft Windows                                                                          | Civil Savages                                       | Civil Savages                          |
| 2016      | Downward                                     | Món obert                                                                 | Microsoft Windows                                                                          | Caracal Games                                       |                                        |
| 2015      | Dovetail Games Fishing                       | Simulador                                                                 |                                                                                            | Dovetail Games                                      | Dovetail Games                         |
| 2018      | Dragon Ball FighterZ                         | Lluita                                                                    | Microsoft Windows, PlayStation 4, Xbox One, Nintendo Switch                                | Arc System Works                                    | Bandai Namco Entertainment             |
| 2017      | Dragon Quest XI                              | Acció Rol                                                                 | Microsoft Windows, PlayStation 4, Nintendo Switch                                          | Square Enix, Orca Inc.                              | Square Enix                            |
| 2015      | Dreadnought                                  | Aerial combat                                                             | Microsoft Windows                                                                          | Yager Development                                   | Grey Box                               |
| TBA       | Earthlight                                   | Primer persona, exploració                                                | Microsoft Windows                                                                          | Opaque Multimedia                                   |                                        |
| 2015      | Eden Star                                    | Survival                                                                  | Microsoft Windows                                                                          | Flix Interactive                                    | Flix Interactive                       |
| TBA       | Epsilon                                      | Tactical shooter                                                          | Microsoft Windows                                                                          | Serellan                                            |                                        |
| 2015      | Ether One Redux                              | Acció i aventura                                                          | Microsoft Windows, PlayStation 4                                                           | White Paper Games                                   |                                        |
| 2017      | Everspace                                    | Acció en primera persona                                                  | Microsoft Windows, OS X, Xbox One                                                          | Rockfish                                            |                                        |
| 2016      | Eve: Valkyrie                                | Acció en primera persona                                                  | Microsoft Windows, PlayStation 4                                                           | CCP                                                 | CCP                                    |
| 2014      | Eye Guy                                      | Acció, Estratègia                                                         | Microsoft Windows, OS X, iOS, Android                                                      | Dream Bot Studios                                   |                                        |
| Cancelled | Fable Legends                                | Acció i aventura                                                          | Microsoft Windows, Xbox One                                                                | Lionhead Studios                                    | Microsoft Studios                      |
| TBA       | Fated                                        | Acció i aventura                                                          | Microsoft Windows, PlayStation 4                                                           | Frima Studios                                       |                                        |
| 2018      | Fighting EX Layer                            | Lluita                                                                    | PlayStation 4                                                                              | Arika                                               | Arika                                  |
| TBA       | Final Fantasy VII Remake                     | Acció Rol                                                                 | PlayStation 4                                                                              | Square Enix                                         | Square Enix                            |
| 2017      | Fortnite Battle Royale                       | Battle royale                                                             | Microsoft Windows, macOS, PlayStation 4, Xbox One, iOS, Nintendo Switch, Android           | Epic Games                                          | Epic Games                             |
| 2019      | Fortnite: Save the World                     | Survival                                                                  | Microsoft Windows, macOS, PlayStation 4, Xbox One                                          | Epic Games                                          | Epic Games                             |
| 2015      | Fractured Space                              | Rol massiu                                                                | Microsoft Windows                                                                          | Edge Case Games                                     |                                        |
| 2017      | Friday the 13th: The Game                    | Survival horror                                                           | Microsoft Windows, Xbox One, PlayStation 4                                                 | Illfonic                                            | Gun Media                              |
| TBA       | Galaxy Heist                                 | Simulador                                                                 | Microsoft Windows                                                                          | Space Bear                                          |                                        |
| 2016      | Gears of War 4                               | Acció en tercera persona                                                  | Microsoft Windows, Xbox One                                                                | The Coalition                                       | Microsoft Studios                      |
| TBA       | Godling                                      | Acció i aventura                                                          | Project Morpheus                                                                           | Sólfar Studios                                      |                                        |
| 2018      | Gravel                                       | Curses                                                                    | Microsoft Windows, PlayStation 4, Xbox One                                                 | Milestone S.r.l.                                    | Square Enix                            |
| TBA       | Grip                                         | Curses                                                                    | TBA                                                                                        | TBA                                                 |                                        |
| TBA       | Ground Branch                                | Acció en primera persona                                                  | Microsoft Windows                                                                          | Blackfoot Studios                                   | Blackfoot Studios                      |
| 2015      | Gunjack                                      | Simulador                                                                 | Samsung Gear VR                                                                            | CCP Games                                           |                                        |
| 2017      | Hakoniwa Company Works                       | Rol tàctic                                                                | PlayStation 4                                                                              | Nippon Ichi Software                                | Nippon Ichi Software                   |
| 2015      | Hatashiai                                    | Lluita                                                                    | Microsoft Windows                                                                          |                                                     |                                        |
| 2016      | Hardware: Rivals                             | Combat de vehicles                                                        | PlayStation 4                                                                              | SCE Connected Content Group                         | Sony Computer Entertainment            |
| 2015      | Hatred                                       | Acció en primera persona                                                  | Microsoft Windows                                                                          | Destructive Creations                               |                                        |
| 2014      | Haunted House: Cryptic Graves                | Acció i aventura, horror                                                  | Microsoft Windows                                                                          | Dreampainters Software                              | Atari                                  |
| 2016      | Heavy Gear Assault                           | Acció                                                                     | Microsoft Windows, Linux                                                                   | MekTek Studios                                      | Stompy Bot Productions                 |
| 2017      | Hellblade: Senua's Sacrifice                 | Hack and slash                                                            | Microsoft Windows, PlayStation 4                                                           | Ninja Theory                                        | Ninja Theory                           |
| 2017      | Hello Neighbor                               | Survival horror, Sigil                                                    | Microsoft Windows, Xbox One, PlayStation 4, Nintendo Switch                                | Dynamic Pixels                                      | tinyBuild                              |
| 2016      | Heroes of Incredible Tales                   | Rol massiu                                                                | Android, iOS                                                                               | Barunson E&A                                        | Nexon                                  |
| 2015      | Heroes Reborn: Enigma                        | Trencaclosques                                                            | TBA                                                                                        | TBA                                                 | TBA                                    |
| 2015      | Heroes Reborn: Gemini                        | Acció i aventura                                                          | Microsoft Windows                                                                          | TBA                                                 | TBA                                    |
| 2015      | H-Hour: World's Elite                        | Shoter Tàctic                                                             | Microsoft Windows, PlayStation 4                                                           | SOF Studios                                         | SOF Studios                            |
| 2018      | House of the Dead: Scarlet Dawn              | Shooter                                                                   | Arcade                                                                                     | Sega                                                | Sega                                   |
| 2015      | I Hate My Job                                | Arcade                                                                    | iOS, Android                                                                               | Devious Gamers                                      | Devious Gamers LLC                     |
| 2017      | Injustice 2                                  | Lluita                                                                    | iOS, Android                                                                               | NetherRealm Studios                                 | Warner Bros. Interactive Entertainment |
| 2018      | Insurgency: Sandstorm                        | Acció en primera persona                                                  | Microsoft Windows                                                                          | New World Interactive                               |                                        |
| TBA       | Into the Stars                               | Simulador                                                                 | Microsoft Windows, OS X                                                                    | Fugitive Games                                      |                                        |
| 2015      | Iron Fish                                    | Acció i aventura                                                          | Microsoft Windows, OS X, Linux                                                             |                                                     |                                        |
| 2019      | Jump Force                                   | Lluita                                                                    | Microsoft Windows, PlayStation 4, Xbox One                                                 | Spike Chunsoft                                      | Bandai Namco Entertainment             |
| 2015      | KartKraft                                    | Curses                                                                    | Microsoft Windows                                                                          | Black Delta                                         |                                        |
| 2015      | Kholat                                       | Acció i aventura, Survival horror                                         | Microsoft Windows, OS X                                                                    | IMGN.PRO                                            |                                        |
| 2017      | Kingdom Hearts HD 2.8 Final Chapter Prologue | Acció Rol                                                                 | PlayStation 4                                                                              | Square Enix                                         | Square Enix                            |
| 2019      | Kingdom Hearts III                           | Acció Rol                                                                 | PlayStation 4, Xbox One                                                                    | Square Enix                                         | Square Enix                            |
| TBA       | Land of Britain                              | Rol massiu                                                                | Microsoft Windows                                                                          | Potato Killer                                       |                                        |
| 2017      | LawBreakers                                  | Acció en primera persona                                                  | Microsoft Windows, PlayStation 4                                                           | Boss Key Productions                                | Nexon                                  |
| 2017      | Little Nightmares                            | Trencaclosques - Plataformes                                              | Microsoft Windows, Nintendo Switch, PlayStation 4, Xbox One                                | Tarsier Studios                                     | Bandai Namco                           |
| 2018      | Life Is Strange 2                            | Acció i aventura                                                          | Microsoft Windows, PlayStation 4, Xbox One                                                 | DONTNOD entertainment                               | Square Enix                            |
| 2015      | Loading Human                                | Acció i aventura                                                          | Microsoft Windows, OS X                                                                    | Untold Games                                        | Untold Games                           |
| 2017      | Marvel vs. Capcom: Infinite                  | Lluita                                                                    | Microsoft Windows, PlayStation 4, Xbox One                                                 | Capcom                                              | Capcom                                 |
| 2015      | Maze                                         | TBA                                                                       | Microsoft Windows, Project Morpheus,                                                       |                                                     |                                        |
| TBA       | Mega Blast                                   | Plataformes                                                               | iOS                                                                                        | Get Set Games                                       |                                        |
| 2014      | MIND: Path to Thalamus                       | Trencaclosques                                                            | Microsoft Windows                                                                          |                                                     |                                        |
| 2019      | Minecraft: Dungeons                          | Dungeon crawler                                                           | Microsoft Windows                                                                          | Mojang                                              |                                        |
| 2016      | Moto Racer 4                                 | Curses                                                                    | Microsoft Windows, OS X, PlayStation 4, Xbox One                                           | Artefacts Studio                                    |                                        |
| TBA       | Nelo                                         | Acció                                                                     | Microsoft Windows                                                                          | Magic & Mirrors                                     |                                        |
| 2017      | NBA Playgrounds                              | Esportiu                                                                  | Microsoft Windows, Nintendo Switch, PlayStation 4, Xbox One                                | Saber Interactive                                   | Mad Dog Games                          |
| 2018      | New Gundam Breaker                           | Acció                                                                     | Microsoft Windows, PlayStation 4                                                           | Bandai Namco Entertainment                          | Bandai Namco Entertainment             |
| TBA       | Nuren: The New Renaissance                   |                                                                           | Microsoft Windows, OS X, Linux                                                             | CSP Industries                                      |                                        |
| 2015      | Obduction                                    | Acció i aventura, Trencaclosques                                          | Microsoft Windows, OS X                                                                    | Cyan, Inc.                                          | Cyan, Inc.                             |
| 2017      | Observer                                     | Horror psicològic                                                         | Microsoft Windows, PlayStation 4, Xbox One, Linux, macOS, Nintendo Switch                  | Bloober Team                                        | Aspyr                                  |
| 2018      | Octopath Traveler                            | Acció Rol                                                                 | Nintendo Switch                                                                            | Square Enix, Acquire                                | Nintendo                               |
| TBA       | Outreach                                     | Acció i aventura                                                          | Microsoft Windows                                                                          | Pixel Spill                                         |                                        |
| TBA       | Pangea                                       | Rol massiu                                                                | Microsoft Windows                                                                          |                                                     |                                        |
| 2016      | Paragon                                      | MOBA                                                                      | Microsoft Windows, PlayStation 4                                                           | Epic Games                                          | Epic Games                             |
| 2016      | Perception                                   | Acció i aventura                                                          | Microsoft Windows                                                                          | The Deep End Games                                  |                                        |
| 2018      | Planet Alpha 31                              | Plataformes                                                               | Microsoft Windows, OS X, Linux                                                             |                                                     |                                        |
| 2017      | PlayerUnknown's Battlegrounds                | Battle royale                                                             | Microsoft Windows, Xbox One, Android, iOS                                                  | PUBG Studios                                        | Krafton                                |
| 2021      | PUBG: New State                              | Battle royale                                                             | Android, iOS                                                                               | PUBG Studios                                        | Krafton                                |
| 2015      | Pneuma: Breath of Life                       | Trencaclosques                                                            | Microsoft Windows, Xbox One                                                                | Deco Digital                                        |                                        |
| 2016      | Police 10-13                                 | Simulation                                                                | Microsoft Windows, Xbox One                                                                | Wingman Games                                       |                                        |
| 2015      | Pool Nation FX                               | Esportiu, simulador                                                       | Microsoft Windows, PlayStation 4, Xbox One                                                 | Cherry Pop Games                                    |                                        |
| 2016      | Postal Redux                                 | Isometric Acció en tercera persona                                        | Microsoft Windows                                                                          | Running With Scissors                               |                                        |
| TBA       | Primal Carnage: Genesis                      | Acció                                                                     | Microsoft Windows, PlayStation 4                                                           | Lukewarm Media                                      |                                        |
| TBD       | Prodigy                                      | Tactical role-playing                                                     | Microsoft Windows                                                                          | Hanakai Studio                                      |                                        |
| TBA       | Project Awakened                             | Acció                                                                     | Microsoft Windows                                                                          | Phosphor Games                                      |                                        |
| TBA       | Project Fantasiam                            | TBA                                                                       | TBA                                                                                        |                                                     |                                        |
| Cancelled | Project HON                                  | Rol massiu                                                                |                                                                                            | NCSOFT                                              | NCSOFT                                 |
| 2016      | Project: Session                             | Esportiu                                                                  | TBA                                                                                        | Crea-ture Studios                                   |                                        |
| Cancelled | Project Stealth                              | Sigil                                                                     | Microsoft Windows                                                                          | TBA                                                 | TBA                                    |
| TBA       | Project TL                                   | Rol massiu                                                                | Microsoft Windows, Android, iOS                                                            | Team TL                                             | NCSOFT                                 |
| TBA       | Psychonauts 2                                | Plataformes                                                               | Microsoft Windows, OS X, Linux, PlayStation 4, Xbox One                                    | Double Fine Productions                             |                                        |
| 2017      | Reaching For Petals                          | Acció i aventura                                                          | Microsoft Windows, PlayStation 4, Xbox One                                                 | Blue Entropy Studios                                |                                        |
| TBA       | Real Boxing 2                                | Lluita                                                                    | Android                                                                                    | Vivid Games                                         |                                        |
| 2015      | Red Goddess                                  | Plataformes, sidescroller                                                 | Microsoft Windows, OS X, Linux, PlayStation 4, PlayStation Vita, Wii U                     | Yanim Studio                                        |                                        |
| TBA       | Renoir                                       | Plataformes                                                               | Microsoft Windows, OS X, Linux                                                             | Soulbound Games                                     |                                        |
| TBA       | Republic Sniper                              |                                                                           | iOS                                                                                        | MartianCraft                                        |                                        |
| 2015      | Resident Evil 2: Reborn                      | Survival horror                                                           | Microsoft Windows                                                                          | InvaderGames                                        |                                        |
| 2016      | Retro Invasion                               | Acció en primera persona                                                  | Microsoft Windows                                                                          | THREAKS                                             |                                        |
| 2018      | Ride 3                                       | Simulat                                                                   | Microsoft Windows, PlayStation 4, Xbox One                                                 | Milestone S.r.l.                                    | Milestone S.r.l.                       |
| 2017      | Rime                                         | Acció i aventura, Plataformes                                             | Microsoft Windows, Nintendo Switch, PlayStation 4, Xbox One                                | Tequila Works                                       | Grey Box, Six Foot                     |
| 2015      | Rising Thunder                               | Lluita                                                                    | Microsoft Windows                                                                          | Radiant Entertainment                               | Radiant Entertainment                  |
| 2017      | Robo Recall                                  | Virtual reality Acció en primera persona                                  | Microsoft Windows                                                                          | Epic Games                                          | Epic Games                             |
| 2017      | Ruiner                                       | Acció                                                                     | Microsoft Windows, PlayStation 4, Xbox One                                                 | Reikon Games                                        | Devolver Digital                       |
| TBA       | S&box                                        | Sandbox                                                                   | TBA                                                                                        | Facepunch Studios                                   | Facepunch Studios                      |
| Cancelled | Scalebound                                   | Acció Rol                                                                 | Microsoft Windows, Xbox One                                                                | PlatinumGames                                       | Microsoft Studios                      |
| 2018      | Scorn                                        | Acció i aventura                                                          |                                                                                            | Ebb Studios                                         |                                        |
| 2018      | Sea of Thieves                               | Acció i aventura                                                          | Microsoft Windows, Xbox One                                                                | Rare                                                | Microsoft Studios                      |
| 2018      | Sega World Drivers Championship 2018         | Curses                                                                    | Arcade                                                                                     | Sega                                                | Sega                                   |
| 2017      | Seven: The Days Long Gone                    | Acció Rol                                                                 | Microsoft Windows                                                                          | Fool's Theory, IMGN.PRO                             |                                        |
| 2016      | Shadow of the Beast                          | Plataformes                                                               | PlayStation 4                                                                              | Heavy Spectrum Entertainment Labs                   | Sony Interactive Entertainment         |
| 2016      | Shape of the World                           | Simulador                                                                 | Microsoft Windows, Xbox One                                                                | Hollow Tree Games                                   |                                        |
| 2019      | Shenmue III                                  | Acció Rol                                                                 | Microsoft Windows, PlayStation 4                                                           | YS Net                                              | Shibuya Productions                    |
| TBA       | Shin Megami Tensei V                         | Acció Rol                                                                 | Nintendo Switch                                                                            | Atlus                                               | Atlus                                  |
| 2017      | Snake Pass                                   | Plataformes, Trencaclosques                                               | Microsoft Windows, Nintendo Switch, PlayStation 4, Xbox One                                | Sumo Digital                                        |                                        |
| 2016      | Song of Horror                               | Survival horror                                                           | Microsoft Windows, OS X, Linux                                                             | Protocol Games                                      |                                        |
| 2018      | Soulcalibur VI                               | Lluita                                                                    | Microsoft Windows, PlayStation 4, Xbox One                                                 | Project Soul                                        | Bandai Namco Entertainment             |
| 2015      | Source                                       | Acció i aventura                                                          | Microsoft Windows, PlayStation 4, Xbox One                                                 | Fenix Fire                                          |                                        |
| 2016      | Space Dust Racers                            | Curses                                                                    | Microsoft Windows, PlayStation 4, Xbox One                                                 | Space Dust Studios                                  |                                        |
| 2015      | Space Hulk: Deathwing                        | Acció en primera persona                                                  | Microsoft Windows                                                                          | Streum on studio                                    | Focus Home Interactive                 |
| 2018      | Spyro Reignited Trilogy                      | Plataformes                                                               | Playstation 4, Xbox One                                                                    | Toys for Bob                                        | Activision                             |
| 2016      | Squad                                        | Acció en primera persona                                                  | Microsoft Windows, OS X, Linux                                                             | Offworld Industries                                 | Offworld Industries                    |
| TBA       | Starfall Tactics                             | Estratègia en temps real                                                  | Microsoft Windows                                                                          | Snowforged Entertainment                            |                                        |
| TBA       | Star Force                                   |                                                                           | Microsoft Windows                                                                          |                                                     |                                        |
| TBA       | Starship Commander                           | Realitat virtual, Acció i aventura                                        | Microsoft Windows                                                                          | Human Interact                                      |                                        |
| 2018      | State of Decay 2                             | Survival                                                                  | Microsoft Windows, Xbox One                                                                | Undead Labs                                         | Microsoft Studios                      |
| TBA       | Storm United                                 | Acció en primera persona                                                  | Microsoft Windows, Linux                                                                   | PixelBeam                                           |                                        |
| 2016      | Street Fighter V                             | Lluita, Arcade                                                            | Microsoft Windows, PlayStation 4                                                           | Capcom                                              | Capcom                                 |
| 2015      | Strike Vector EX                             | Acció en primera persona, combat aeri                                     | Microsoft Windows, PlayStation 4, Xbox One                                                 | RageQuit Corporation                                | TBA                                    |
| 2017      | Styx: Shards of Darkness                     | Acció                                                                     | Microsoft Windows, PlayStation 4, Xbox One                                                 | Cyanide                                             |                                        |
| 2015      | Submerged                                    | Acció i aventura                                                          | Microsoft Windows, PlayStation 4, Xbox One                                                 | Uppercut Games                                      |                                        |
| 2020      | System Shock                                 | Acció Rol                                                                 | Microsoft Windows, macOS, Linux, PlayStation 4, Xbox One                                   | Night Dive Studios                                  |                                        |
| 2015      | Tekken 7                                     | Lluita, Arcade                                                            | Arcade, Microsoft Windows, PlayStation 4, Xbox One                                         | Bandai Namco Entertainment                          | Bandai Namco Entertainment             |
| TBA       | The Artful Escape                            | Acció i aventura                                                          | Microsoft Windows, Xbox One                                                                | Beethoven & Dinosaur                                |                                        |
| TBA       | The Assembly                                 | Acció i aventura                                                          | Microsoft Windows, PlayStation 4, Project Morpheus,                                        | nDreams                                             |                                        |
| 2018      | The Awesome Adventures of Captain Spirit     | Acció i aventura                                                          | Microsoft Windows, Playstation 4, Xbox One                                                 | DONTNOD entertainment                               | Square Enix                            |
| 2018      | The Bard's Tale IV                           | Acció Rol                                                                 | Microsoft Windows                                                                          | inXile Entertainment                                |                                        |
| 2019      | Caligula: Overdose                           | Acció Rol                                                                 | PlayStation 4, Nintendo Switch, Microsoft Windows                                          | Historia                                            | FuRyu                                  |
| Cancelled | The Dead Linger                              | Acció en primera persona                                                  | Microsoft Windows                                                                          | Sandswept Studios                                   | Sandswept Studios                      |
| 2016      | The Flame in the Flood                       | Roguelike                                                                 | Microsoft Windows, OS X, Nintendo Switch, PlayStation 4, Xbox One                          | The Molasses Flood                                  |                                        |
| 2015      | The Hum: Abductions                          | Survival horror                                                           | Microsoft Windows, OS X, PlayStation 4                                                     | Thotwise Games                                      |                                        |
| 2018      | The Last Remnant (Remaster Version)          | Acció i aventura, Acció Rol                                               | PlayStation 4                                                                              | Square Enix                                         | Square Enix                            |
| TBA       | The Lost Pisces                              | Acció i aventura                                                          | Microsoft Windows, Xbox One                                                                | Sirenum LLC                                         |                                        |
| 2015      | The Park                                     | Survival horror                                                           | Microsoft Windows                                                                          | Funcom                                              | Funcom                                 |
| 2016      | The Solus Project                            | Survival                                                                  | Microsoft Windows                                                                          | Teotl Studios                                       |                                        |
| TBA       | The Soul Keeper                              | Acció Rol                                                                 | Microsoft Windows                                                                          | HELM Systems                                        |                                        |
| 2015      | The Vanishing of Ethan Carter Redux          | Acció i aventura                                                          | Microsoft Windows, PlayStation 4                                                           | The Astronauts                                      | The Astronauts                         |
| TBA       | Time Machine VR                              | Acció i aventura                                                          | Microsoft Windows                                                                          | Minority Media Inc.                                 | Minority Media Inc.                    |
| TBA       | Titanic: Honor and Glory                     | Acció i aventura                                                          | Microsoft Windows                                                                          | Four Funnels Entertainment, Vintage Digital Revival |                                        |
| 2016      | Tower Unite                                  | Rol massiu                                                                | Microsoft Windows, Mac OS X, Linux                                                         | PixelTail Games                                     |                                        |
| 2019      | Travis Strikes Again: No More Heroes         | Acció i aventura, hack and slash                                          | Nintendo Switch                                                                            | Grasshopper Manufacture                             | Marvelous                              |
| 2019      | Tropico 6                                    | Simulador                                                                 | Microsoft Windows, OS X, Linux, PlayStation 4, Xbox One                                    | Limbic Entertainment                                | Kalypso Media                          |
| TBA       | Unbox                                        | Curses, Trencaclosques                                                    | Microsoft Windows, OS X, Linux                                                             | Prospect Games                                      | Prospect Games                         |
| TBA       | Unreal Tournament                            | Acció en primera persona                                                  | Microsoft Windows, OS X, Linux                                                             | Epic Games                                          | Epic Games                             |
| 2015      | Valhalla Hills                               | Estratègia                                                                | Microsoft Windows, OS X, Linux                                                             | Funatics                                            | Daedalic Entertainment                 |
| 2018      | Vampyr                                       | Acció Rol                                                                 | Microsoft Windows, PlayStation 4, Xbox One                                                 | Dontnod Entertainment                               | Focus Home Interactive                 |
| 2018      | Visage                                       | Survival horror                                                           | Microsoft Windows, PlayStation 4, Xbox One                                                 | SadSquare Studio                                    |                                        |
| 2015      | Wake Up Call                                 | Sigil                                                                     | Microsoft Windows, OS X                                                                    | Dark Synergy Studios                                | Dark Synergy Studios                   |
| 2016      | Warhammer 40,000: Eternal Crusade            | Rol massiu, Acció en tercera persona                                      | Microsoft Windows, OS X, Linux                                                             | Behaviour Interactive                               | Behaviour Digital                      |
| 2017      | Water Planet                                 | Acció i aventura, musical                                                 | Microsoft Windows, Open Source Virtual Reality                                             | The Revera Corporation                              | The Revera Corporation                 |
| 2018      | We Happy Few                                 | Survival                                                                  | Microsoft Windows, PlayStation 4, Xbox One                                                 | Compulsion Games                                    | Gearbox Publishing                     |
| TBA       | Welcome To The Future                        | Arcade, Acció i aventura, Acció en tercera persona, exploració, Món obert | Microsoft Windows                                                                          | Moonmen Games                                       |                                        |
| 2016      | Without Memory                               | Thirller interactiu en tercera persona                                    | PlayStation 4                                                                              | Dinosaurum Games                                    | Dinosaurum Games                       |
| TBA       | World War Toons                              | TBA                                                                       | Microsoft Windows                                                                          | Reload Studios                                      |                                        |
| TBA       | Xing: The Land Beyond                        | Acció i aventura, Trencaclosques                                          | Microsoft Windows                                                                          | White Lotus Interactive                             | White Lotus Interactive                |
| 2019      | Yoshi’s Crafted World                        | Plataformes                                                               | Nintendo Switch                                                                            | Good-Feel                                           | Nintendo                               |
| 2015      | 404Sight                                     | Plataformes                                                               | Microsoft Windows                                                                          | Retro Yeti Games                                    |                                        |